# Nicolò da Ponte

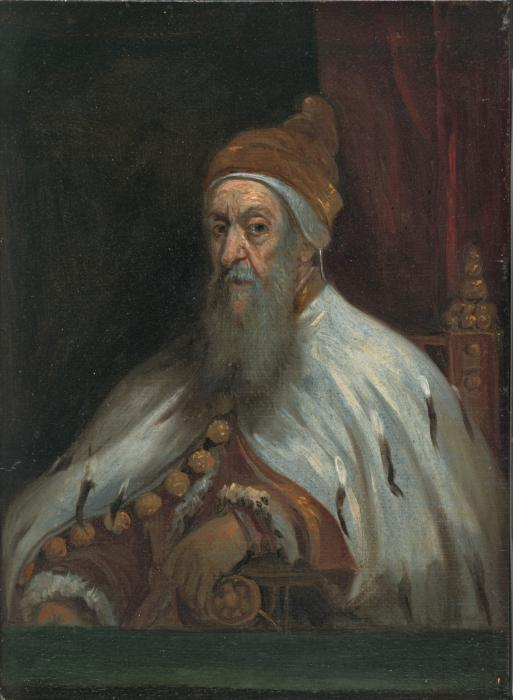
Nicolò da Ponte

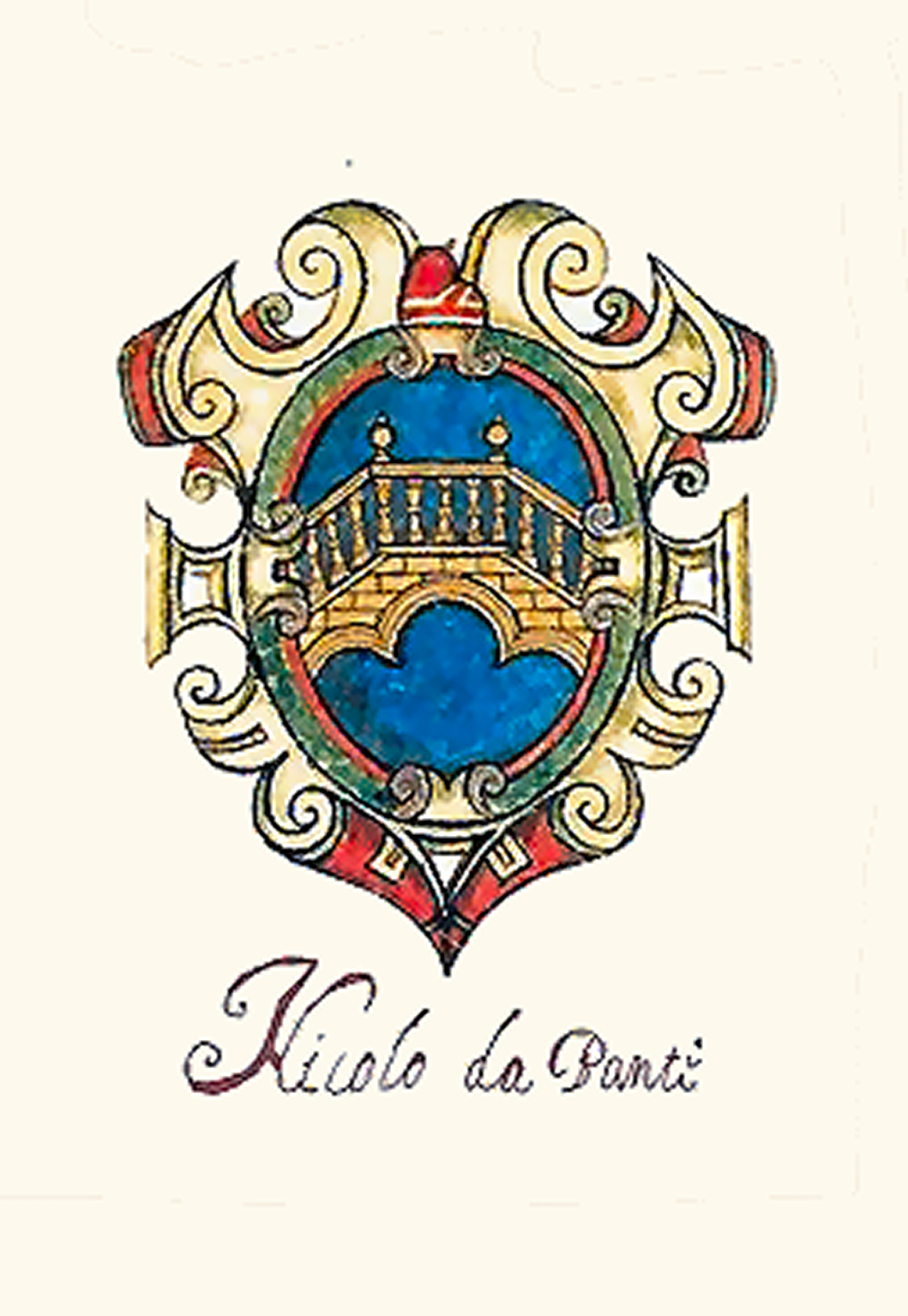
Wapenschild van da Ponte

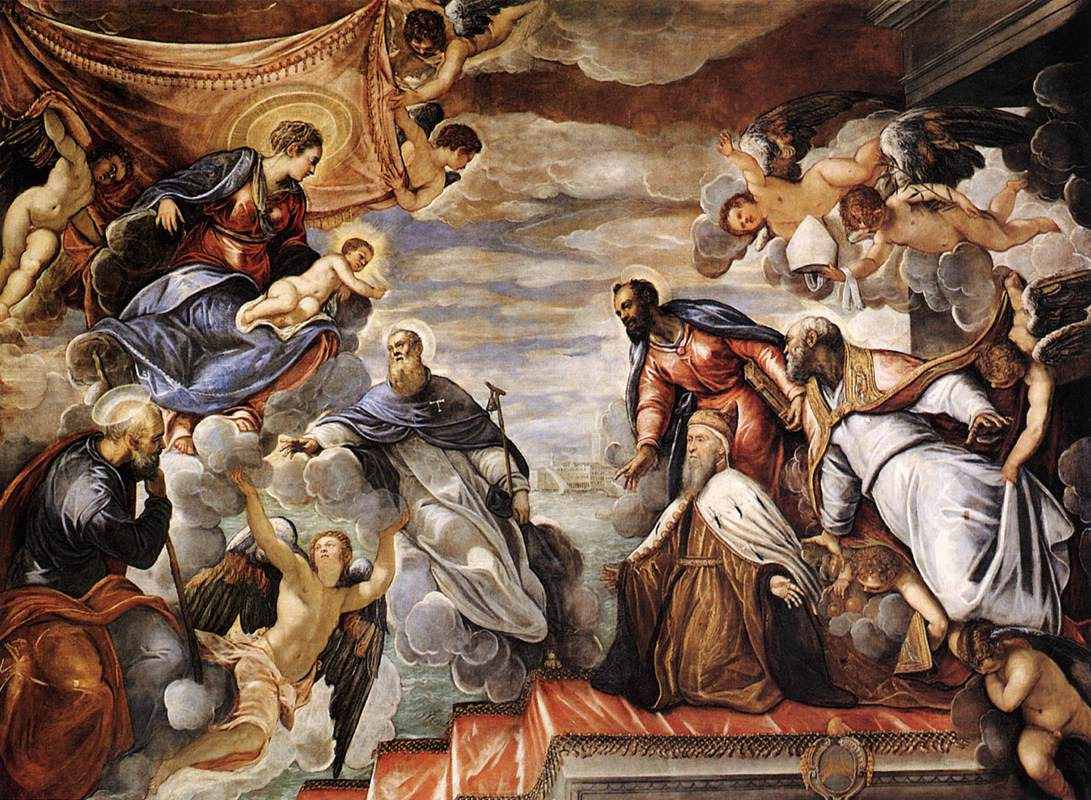
Doge da Ponte aanroept de Maagd Maria.

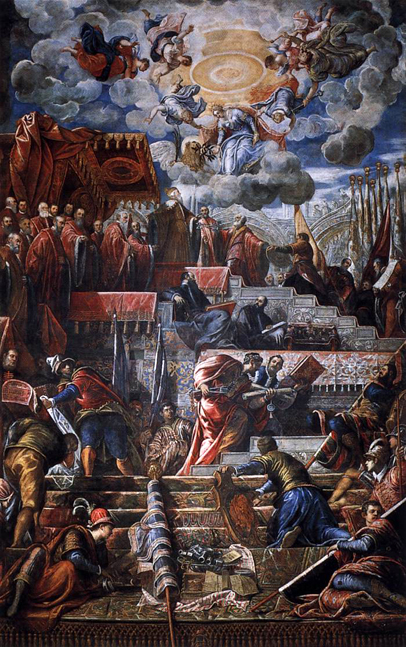
Doge da Ponte (bovenaan de trappen) wordt gekroond met de overwinning.

Nicolò da Ponte (Venetië, 15 januari 1491 - Venetië, 30 juli 1585) was doge van de Republiek Venetië, op het einde van zijn leven, van 1578 tot 1585.

## Levensloop

### Familie
Da Ponte werd geboren (1491) in een familie van ooit zeer begoede handelaars, die handel dreven in de Venetiaanse kolonie Cyprus en in Constantinopel. Zo werd van zijn grootvader verteld dat, toen deze schipbreuk leed, karrenvrachten goud in zee wegschoven. Famagusta in Cyprus was hun bruggenhoofd. Da Ponte was de enige van de hele familie die doge geworden is. Zijn vader was Antonio da Ponte en zijn moeder was Regina Spandolino, afkomstig van Griekse stadsadel in Constantinopel. Zijn ouders waren evenwel verarmd door opeenvolgende Ottomaans-Venetiaanse oorlogen.

### Studies
Da Ponte studeerde filosofie aan de Universiteit van Padua. Hij moest zijn studies opgeven door het uitbreken van de Oorlog van de Liga van Kamerijk (1508). Deze oorlog, georganiseerd door de paus, was gericht tegen de Republiek Venetië. Het zou da Ponte verder tekenen als een antiklerikaal. Da Ponte studeerde vervolgens de Artes in Venetië zelf; hij doctoreerde er in de medicijnen, wat hem op slag beroemd maakte in de stad. Hij werd evenwel geen arts. Da Ponte ging in diplomatieke en commerciële dienst van Venetië.

### Bestuurder en handelaar

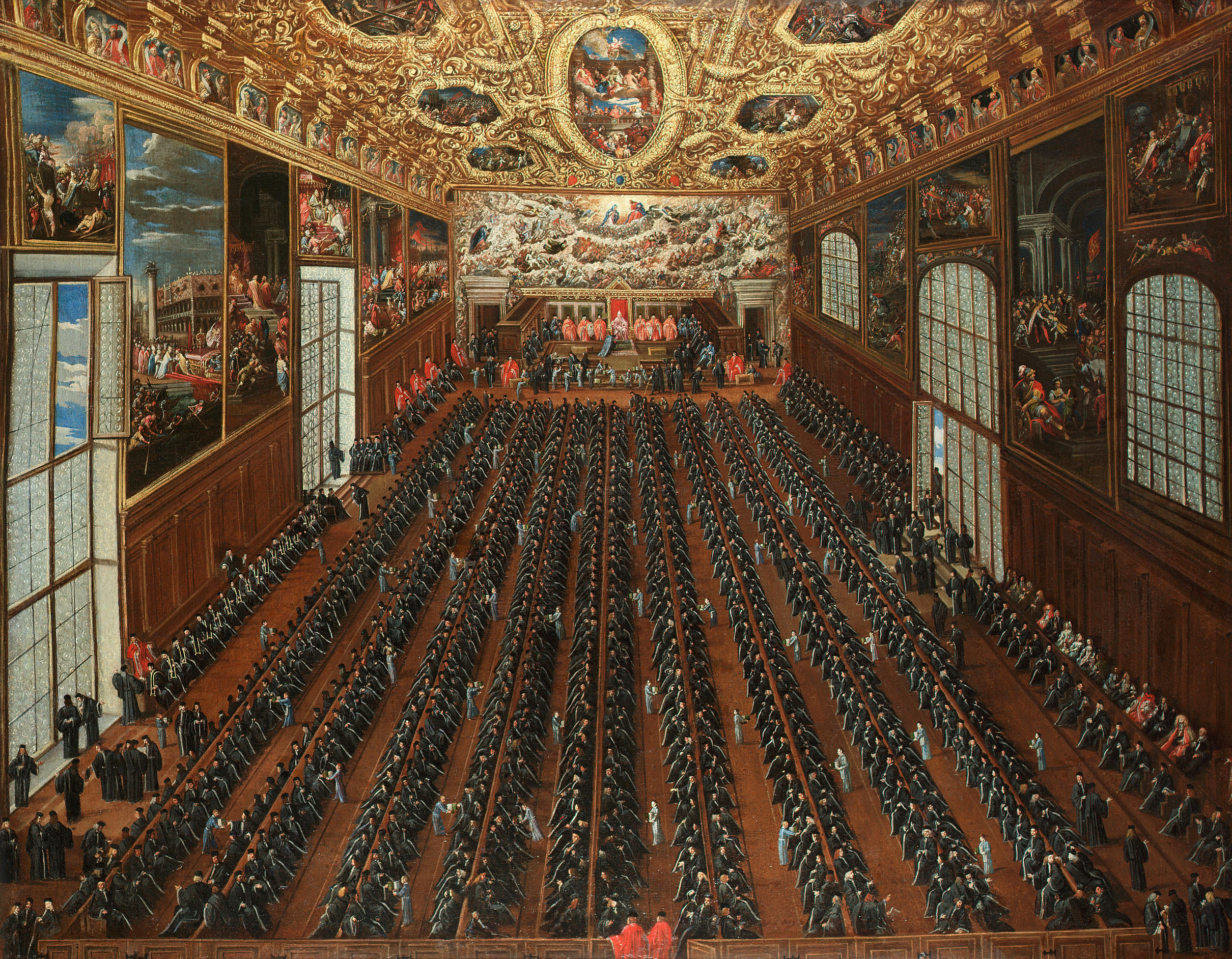
Grote Raad van Venetië

Hij zetelde jarenlang in het bestuur van Korfoe en nadien van Friuli. In 1535 werd hij senator in Venetië. Hij toonde zich een briljant diplomaat door het fort van Marano Lagunare te ontfutselen van de Oostenrijkers (1541). Zijn rijkdom nam, volgens tijdsgenoten, kolossaal toe; zijn vermogen werd geschat op meer dan 150.000 gouden dukaten. Hij kocht zich een paleis in de stad en meerdere landgoederen. Vervolgens combineerde hij meerdere bestuursfuncties op het Italiaanse vasteland met een ambassade-opdracht bij keizer Karel V.
In 1551 was hij ambassadeur bij de Heilige Stoel. Hij kreeg er de bisschop van Bergamo vrij die gevangen zat in de Engelenburcht in Rome. Deze bisschop zat gevangen omwille van ketterse en anti-Roomse ideeën. Da Ponte verdedigde deze prelaat door zelf ook een anti-Rooms discours te houden.
In hetzelfde jaar 1551 werd hij verkozen tot de Grote Raad van Venetië. Hij hield er zich bezig met het taxeren van kerkelijke goederen. Een broer van hem, Andrea, ging over tot het calvinisme. Dit was de enige uit de familie da Ponte die het katholicisme verliet. Vanaf 1553 behoorde da Ponte tot de selecte groep van de Raad van Tien. Hij voerde hervormingen door in Padua, waar hij ooit studeerde. Hij werd een van de machtigste mannen van de Republiek. Hij werd nogmaals ambassadeur (1559), ditmaal bij het hof van Frans II van Frankrijk. Da Ponte liet zich opmerken in Lyon en in het kasteel van Blois. Zijn volgende diplomatieke missie was het Concilie van Trente (1561). Daar liet da Ponte zich opmerken door een aanval op paus Pius IV. Da Ponte was het niet eens met het plan uit de Contrareformatie dat elk bisdom een residerende bisschop moest hebben. Dit ging in tegen de belangen van de kolonies van Venetië. Het was immers niet mogelijk om in elk bisdom in het oosten van de Middellandse Zee een residerende bisschop te hebben. Ook protesteerde da Ponte tegen de uniformisering van de Latijnse ritus, een speerpunt in de Contrareformatie. Da Ponte meende dat het Grieks ook een taal in de Roomse ritus moest blijven. De familie van zijn moeder en vele andere Griekstaligen hadden niets met de Latijnse ritus. De paus was ontstemd over de toespraak van da Ponte, alhoewel een tijdgenoot de toespraak omschreef als bellissima oratione et degna d'un gran senatore viniziano.
De macht van da Ponte nam nog toe binnen de bestuurders van de Raad van Tien. Bij elke verkiezing van een nieuwe doge was da Ponte prominent aanwezig. In 1566 werd hij benoemd tot ambassadeur bij de nieuw verkozen paus, Pius V. Deze weigerde de geloofsbrieven van da Ponte te aanvaarden. Pius V wees da Ponte aan als diegene die kwaad had binnen gebracht in het Concilie van Trente. De paus was de andere anti-Roomse incidenten van da Ponte niet vergeten: de bisschop van Bergamo en de kerkenbelasting in Venetië. Bij de volgende pausverkiezing, deze van Gregorius XIII, ontdooiden de relaties tussen da Ponte en de Heilige Stoel (1572). Daar was een goede reden voor: onder impuls van de diplomatieke bemoeienissen van da Ponto was de Republiek Venetië lid van de Heilige Liga. Deze Liga was anti-Ottomaans. De Ottomaanse veldheer Pasja had immers Malta veroverd en bedreigde Venetië, Spanje en andere katholieke landen. Onder leiding van Spanje waren de Ottomanen verslagen bij Lepanto. Ook na de zeeslag toonde da Ponto zich als een gedreven diplomaat voor de katholieke zaak. Paus Gregorius XIII noemde da Ponte een angelicus pacis.

### Doge
In 1578 werd da Ponte dan zelf tot doge verkozen. Een makkelijke verkiezing was het niet: meer dan 40 stemrondes waren nodig alvorens da Ponte een meerderheid behaalde. Zijn leeftijd was 87 jaar. Het werd geen krachtige regering. Da Ponte geraakte half verlamd en regeerde eigenlijk enkel in naam. Enkele jonge Venetianen voerden een hervorming van het bestuur door, waarmee ze medezeggenschap hadden in de rijksmiddelen. Het privé-vermogen van da Ponte slonk. Da Ponte nam nog enkele antiklerikale maatregelen en stierf in 1585.
Da Ponte had zijn enig kind en zijn enig kleinkind overleefd. Over de resten van zijn gigantisch fortuin liepen nadien nog enkele processen in Venetië.

## Schilderijen
Portretten van da Ponte zijn geschilderd door Tintoretto, Palma Giovane en David Teniers II.